# Museo de Arte de Matanzas
El Museo de Arte de Matanzas, también llamado Museo Lorenzo Padilla Díaz, es el Museo de Arte cubano y africano de Matanzas, Cuba, con una destacada colección de grabados holandeses que abarcan desde el siglo XVI hasta el siglo XX.

## Historia
El edificio que alberga el museo es un testimonio de los ideales aristocráticos de la burguesía colonial. Construido en un estilo ecléctico, aparece registrado en 1856 como propiedad del abogado Carlos Ortiz Hernández. Posteriormente, sirvió como consulado norteamericano hasta 1895.
En 1950, la casona fue adquirida por Concepción Junco, nieta del propietario del Museo Provincial Palacio de Junco, quien estaba casada con el vicecónsul de Dinamarca, Eduardo Sánchez. Bajo su propiedad, el edificio se convirtió en sede diplomática de Dinamarca.
En 1991, el museo comenzó a tomar forma con la donación de arte africano realizada por el pintor matancero Lorenzo Padilla Díaz. Con un fondo ampliado de piezas de arte africano, la institución abrió oficialmente sus puertas el 19 de mayo de 1998.
Es sede también de las oficinas del Registro de Bienes Culturales de Matanzas.

## Colecciones
El Museo de Arte de Matanzas alberga una notable colección de arte africano, con 340 obras donadas por Lorenzo Padilla Díaz. Estas piezas representan 80 etnias de 14 países africanos.
La colección de arte cubano incluye obras de destacados artistas como Francisco Cobo Pérez, Lorenzo Padilla Díaz, Fidelio Ponce de León, Esteban Valderrama, José Felipe Núñez Booth, Alberto Tarascó, Juan Esnard Heydrich, Agustín Drake Aldama, Esteban Chartrand, Wilfredo Lam y Francisco Coro Marrodán.
Destaca también un espacio dedicado al arte holandés, que incluye grabados de maestros como Rembrandt, Alberto Durero, Jacob van Ruysdael, Lucas van Leyden, Hendrick Goltzius, Paulus Potter, Karel Dujardín, Anton van Dyck o Antoine Watteau.

## Exposiciones y actividades
El museo promueve activamente la obra de artistas cubanos e internacionales, y ha exhibido sus colecciones en instituciones como el Instituto Cubano de Antropología, el Teatro Sauto, el Museo Nacional de Bellas Artes y el Centro Provincial de Artes Visuales (Galería Pedro Esquerré).
En 2024, el museo recibió una donación de la Fundación Ludwig de Cuba de diez obras del pintor español-suizo Daniel Garbade, un artista vinculado a Matanzas a través de su relación familiar con el escultor e ingeniero Fernando Heydrich y el artista Juan Esnard Heydrich.

## Derrumbo
En octubre de 2024 se derumbo parte del techo del edificio después de haber permanecido con un daño estructural severo de hace más de un año, por lo que se cerro temporalmente.